# Скупштина СФРЈ
Скупштина Социјалистичке Федеративне Републике Југославије (словен. Skupščina Socialistične Federativne Republike Jugoslavije) или Савезна скупштина (словен. Zvezna skupščina) је била највише представничко тело и носилац уставотворне и законодавне власти у Социјалистичкој Федеративној Републици Југославији, од 1945. до 1992. године.
Формирана је новембра 1945. године, после избора за Уставотворну скупштину. До тада је улогу скупштине вршило Антифашистичко веће народног ослобођења Југославије (АВНОЈ), које је 10. август 1945. променило назив у Привремена народна скупштина Демократске Федеративне Југославије (ДФЈ). Током свог постојања, скупштина је неколико пута мењала састав и називе, тако да се звала:
- Уставотворна скупштина (словен. Ustavodajna skupščina), новембар 1945 — јануар 1946. / дводомна: Савезна скупштина и Скупштина народа.
- Народна скупштина Федеративне Народне Републике Југославије, јануар 1946 — јануар 1953. / дводомна: Савезно веће и Веће народа.
- Савезна народна скупштина, јануар 1953 — април 1963. / дводомна: Савезно веће и Веће произвођача.
- Савезна скупштина (словен. Zvezna skupščina), април 1963 — фебруар 1974. / петодомна: Савезно веће (до 1968, од кад је општенадлежно веће било Веће народа), Привредно веће, Просветно-културно веће, Социјално-здравствено веће и Организационо-политичко веће.
- Скупштина Социјалистичке Федеративне Републике Југославије (словен. Skupščina Socialistične Federativne Republike Jugoslavije), фебруар 1974 — април 1992. / дводомна: Савезно веће и Веће република и покрајина.

Средиште Скупштине СФРЈ налазило се у Београду у згради данашњег Дома Народне скупштине Републике Србије у Булевару Револуције (данас Булевар краља Александра).

## Сазиви скупштина
| сазив | избори                             | период             | период             | назив                                               | број домова |
| ----- | ---------------------------------- | ------------------ | ------------------ | --------------------------------------------------- | ----------- |
| /     | /                                  | 27. новембар 1942. | 10. август 1945.   | Антифашистичко веће народног ослобођења Југославије | једнодомна  |
| /     | /                                  | 10. август 1945.   | 26. октобар 1945.  | Привремена народна скупштина ДФЈ                    | једнодомна  |
| 1     | 11. новембар 1945.                 | 29. новембар 1945. | 31. јануар 1946.   | Уставотворна скупштина ДФЈ                          | дводомна    |
| 1     | 11. новембар 1945.                 | 31. јануар 1946.   | 24. април 1950.    | Народна скупштина ФНРЈ                              | дводомна    |
| 2     | 26. март 1950.                     | 24. април 1950.    | 24. децембар 1953. | Народна скупштина ФНРЈ                              | дводомна    |
| 3     | 22—24. новембар 1953.              | 24. децембар 1953. | 17. април 1958.    | Савезна народна скупштина ФНРЈ                      | дводомна    |
| 4     | 23. март 1958.                     | 17. април 1958.    | 29. јун 1963.      | Савезна народна скупштина ФНРЈ                      | дводомна    |
| 5     | 3. и 16. јун 1963.                 | 29. јун 1963.      | 16. мај 1965.      | Савезна скупштина СФРЈ                              | петодомна   |
| 5     | 4. и 18. април 1965.               | 17. мај 1965.      | 16. мај 1967.      | Савезна скупштина СФРЈ                              | петодомна   |
| 5     | 9. и 23. април 1967.               | 16. мај 1967.      | 16. мај 1969.      | Савезна скупштина СФРЈ                              | петодомна   |
| 6     | 9. и 14. април 1969.               | 16. мај 1969.      | 15. мај 1974.      | Савезна скупштина СФРЈ                              | петодомна   |
| 7     | 22—29. април 1974. и 10. мај 1974. | 15. мај 1974.      | 15. мај 1978.      | Скупштина СФРЈ                                      | дводомна    |
| 8     | 12—21. април 1978. и 10. мај 1978. | 15. мај 1978.      | 15. мај 1982.      | Скупштина СФРЈ                                      | дводомна    |
| 9     | 13—21. април 1982. и 10. мај 1982. | 15. мај 1982.      | 15. мај 1986.      | Скупштина СФРЈ                                      | дводомна    |
| 10    | април—мај 1986.                    | 15. мај 1986.      | 11. јун 1992.      | Скупштина СФРЈ                                      | дводомна    |

## Председници скупштина
| назив                                | сазив               | број | име и презиме         | почетак мандата    | крај мандата       | напомена |
| ------------------------------------ | ------------------- | ---- | --------------------- | ------------------ | ------------------ | --- |
| АВНОЈ 1942—1945.                     | —                   | —    | Иван Рибар            | 27. новембар 1942. | 10. август 1945.   | У функцији председника као председник Председништва Привремене скупштине, Председништва Уставотворне скупштине и Президијума Народне скупштине |
| Привремена скупштина 1945.           | —                   | —    | Иван Рибар            | 10. август 1945.   | 29. новембар 1945. | У функцији председника као председник Председништва Привремене скупштине, Председништва Уставотворне скупштине и Президијума Народне скупштине |
| Уставотворна скупштина 1945—1946.    | —                   | —    | Иван Рибар            | 29. новембар 1945. | 31. јануар 1946.   | У функцији председника као председник Председништва Привремене скупштине, Председништва Уставотворне скупштине и Президијума Народне скупштине |
| Народна скупштина 1946—1953.         | 1 сазив 1945—1950.  | —    | Иван Рибар            | 31. јануар 1946.   | 24. април 1950.    | У функцији председника као председник Председништва Привремене скупштине, Председништва Уставотворне скупштине и Президијума Народне скупштине |
| Народна скупштина 1946—1953.         | 2 сазив 1950—1953.  | —    | Иван Рибар            | 24. април 1950.    | 24. децембар 1953. | У функцији председника као председник Председништва Привремене скупштине, Председништва Уставотворне скупштине и Президијума Народне скупштине |
| Савезна народна скупштина 1953—1963. | 3 сазив 1953—1958.  | 1    | Милован Ђилас         | 24. децембар 1953. | 13. јануар 1954.   | поднео оставку |
| Савезна народна скупштина 1953—1963. | 3 сазив 1953—1958.  | 2    | Моша Пијаде           | 29. јануар 1954.   | 15. март 1957.     | умро на функцији |
| Савезна народна скупштина 1953—1963. | 3 сазив 1953—1958.  | 3    | Петар Стамболић       | 26. март 1957.     | 17. април 1958.    | |
| Савезна народна скупштина 1953—1963. | 4 сазив 1958—1963.  | 3    | Петар Стамболић       | 17. април 1958.    | 29. јун 1963.      | |
| Савезна скупштина 1963—1974.         | 5 сазив 1963—1969.  | 5    | Едвард Кардељ         | 29. јун 1963.      | 16. мај 1967.      | |
| Савезна скупштина 1963—1974.         | 5 сазив 1963—1969.  | 6    | Милентије Поповић     | 16. мај 1967.      | 16. мај 1969.      | |
| Савезна скупштина 1963—1974.         | 6 сазив 1969—1974.  | 6    | Милентије Поповић     | 16. мај 1969.      | 8. мај 1971.       | умро на функцији |
| Савезна скупштина 1963—1974.         | 6 сазив 1969—1974.  | —    | Јосип Ђерђа           | 8. мај 1971.       | 29. јул 1971.      | в.д. као потпредседник |
| Савезна скупштина 1963—1974.         | 6 сазив 1969—1974.  | 7    | Мијалко Тодоровић     | 29. јул 1971.      | 15. мај 1974.      | |
| Скупштина СФРЈ 1974—1992.            | 7 сазив 1974—1978.  | 8    | Киро Глигоров         | 15. мај 1974.      | 15. мај 1978.      | |
| Скупштина СФРЈ 1974—1992.            | 8 сазив 1978—1982.  | 9    | Драгослав Марковић    | 15. мај 1978.      | 16. мај 1982.      | |
| Скупштина СФРЈ 1974—1992.            | 9 сазив 1982—1986.  | 10   | Раиф Диздаревић       | 16. мај 1982.      | 13. мај 1983.      | СР БиХ |
| Скупштина СФРЈ 1974—1992.            | 9 сазив 1982—1986.  | 11   | Војислав Срзентић     | 13. мај 1983.      | 15. мај 1984.      | СР Црна Гора |
| Скупштина СФРЈ 1974—1992.            | 9 сазив 1982—1986.  | 12   | Душан Алимпић         | 15. мај 1984.      | 15. мај 1985.      | САП Војводина |
| Скупштина СФРЈ 1974—1992.            | 9 сазив 1982—1986.  | 13   | Иљаз Куртеши          | 15. мај 1985.      | 15. мај 1986.      | САП Косово |
| Скупштина СФРЈ 1974—1992.            | 10 сазив 1986—1992. | 14   | Иво Врндечић          | 15. мај 1986.      | 15. мај 1987.      | СР Хрватска |
| Скупштина СФРЈ 1974—1992.            | 10 сазив 1986—1992. | 15   | Марјан Рожич          | 15. мај 1987.      | 15. мај 1988.      | СР Словенија |
| Скупштина СФРЈ 1974—1992.            | 10 сазив 1986—1992. | 16   | Душан Поповски        | 15. мај 1988.      | 15. мај 1989.      | СР Македонија |
| Скупштина СФРЈ 1974—1992.            | 10 сазив 1986—1992. | 17   | Слободан Глигоријевић | 15. мај 1989.      | 11. јун 1992.      | СР Србија |